# Нані Соареш
Наніссімо Жустіно Мендеш Соареш (порт. Nanissio Justino Mendes Soares), відомий також як Нані Соареш (порт. Nani Soares, нар. 17 вересня 1991) — футболіст Гвінеї-Бісау, який грає на позиції захисника і півзахисника в клубі «Олімпіакос» (Нікосія) і національній збірній Гвінеї-Бісау.

## Клубна кар'єра
Нані Соареш народився в Гвінеї-Бісау, та розпочав виступи на футбольних полях у португальському клубі «Навал» у 2013 році. Наступного року він перейшов до складу іншого португальського клубу «Трофенсе», в якому також грав протягом року. У 2015—2016 роках Нані Соареш грав у португальському клубі «Жіл Вісенте». У 2016 році футболіст перейшов до складу португальського клубу «Фелгейраш», у якому грав до 2018 року.
У 2018 році Нані Соареш перейшов до кіпрського клубу «Олімпіакос» з Нікосії, з яким наступного року вийшов до вищого дивізіону Кіпру. На кінець сезону 2022—2023 зіграв у складі клубу з Нікосії 75 матчів.

## Виступи за збірну
У складі збірної Гвінеї-Бісау Нані Соареш дебютував у 2016 році. У складі збірної брав участь у Кубок африканських націй 2017 року. На кінець листопада зіграв у складі збірної 8 матчів.